# Nicole Walker
Nicole Walker is een personage uit de soapserie Days of our Lives. De rol wordt gespeeld door actrice Arianne Zucker. Ze speelde de rol van 1998 tot 2006 en keerde terug in 2008.